# Catharina Cramer
Catharina (Vrouw) Schrader Cramer (1656- 1746) fue una célebre matrona neerlandesa, conocida por su amplio registro de nacimientos, a principios de la Edad Moderna. 

## Primeros años
Nacida en Bentheim (Alemania), Catharina Schrader se mudó a Leiden (Países Bajos) cuando tenía aproximadamente 14 años. Contaba con una familia numerosa; su padre, Friedrich Schrader, su madre, Gertrud Nibberich, y, según los registros, alrededor de cuatro hermanos y hermanas.

## Matrimonios
Estuvo casada con Ernst Wilhelm Cramer entre 1683 y 1691. Viajaron a menudo, y consiguieron formar una familia de seis hijos e hijas. Poco después de que su último hijo naciera, Ernst Wilhelm Cramer murió, dejando viuda a Catharina, con un puñado de hijos a los que criar.
En 1713, Catharina volvió a casarse con Thomas Higt. Su matrimonio fue un matrimonio corriente, y duró hasta que Thomas Higt murió en 1720, dejando viuda de nuevo a Catharina.